# Veronika Cifrová Ostrihoňová
Veronika Cifrová Ostrihoňová (* 3. února 1989 Bratislava) je slovenská televizní redaktorka, reportérka a moderátorka. Od roku 2024 je poslankyní Evropského parlamentu za Progresívne Slovensko.

## Osobní život
Dne 10. září 2016 se vdala za moderátora a youtubera Mateje „Sajfu“ Cifru. Mají spolu dvě děti – dceru Sáru (* 2019) a syna Šimona Kolomana (* 2022).

## Ocenění
- 2019: Osobnosť televíznej obrazovky v kategorii „Redaktor zpravodajství“.[4]
- 2023: Novinářská cena za relaci Silná zostava v kategorii Audiovizuální žurnalistika – rozhovor a diskuse na téma “Ako sa žije transrodovým ľuďom na Slovensku”